# جائحة كوفيد-19 على متن السفن البحرية
انتشرت جائحة كوفيد-19 إلى العديد من السفن البحرية العسكرية. ساهمت طبيعة هذه السفن، والتي تشتمل على العمل مع أشخاص آخرين في مناطق صغيرة مغلقة ونقص في الأماكن الخاصة للغالبية العظمى من أفراد الطاقم، في الانتشار السريع للمرض، وحتى أكثر من انتشاره على متن سفن الرحلات السياحية.
نظرًا لطبيعة أمن العمليات، قد يكون لدى الجيوش الوطنية سياسات معينة تمنع أو تقيد الإبلاغ عن العدوى بفيروس كورونا المرتبط بالمتلازمة التنفسية الحادة الشديدة النوع 2 أو الوفيات نتيجة الإصابة بفيروس كوفيد-19، لذلك، على الرغم من أن الحالات المذكورة أدناه أبلغ عنها على نطاق واسع من مصادر موثوقة، إلا أن تأكيد المتحدثين الرسميين بالنسبة للجيوش المعنيين لم يكن منهجيًا.

## ملخص الحالات المؤكدة
| § | السفينة                   | الطاقم   | الاختبارات | الحالات  | الوفيات | مواعيد الرسو  | موقع الرسو                                           | موقع الرسو                                           |
| § | السفينة                   | الطاقم   | الاختبارات | الحالات  | الوفيات | مواعيد الرسو  | المرسى                                               | البلد                                                |
|   | يو إس إس بوكسر            |          |            | 2        |         | لا يوجد       | القاعدة البحرية في سان دييغو- الولايات المتحدة       | القاعدة البحرية في سان دييغو- الولايات المتحدة       |
|   | يو إس إس إسكس             |          |            | ≥3       |         | لا يوجد       |                                                      |                                                      |
|   | يو إس إس رالف جونسون      |          |            | 1        |         | لا يوجد       | المحطة البحرية إيفريت- الولايات المتحدة              | المحطة البحرية إيفريت- الولايات المتحدة              |
|   | يو إس إس كورونادو         |          |            | 1        |         | لا يوجد       | القاعدة البحرية سان دييغو- الولايات المتحدة          | القاعدة البحرية سان دييغو- الولايات المتحدة          |
|   | يو إس إس ثيودور روزفلت    | 5000     | 100%       | 1155     | 1       | 27 مارس 2020  | غوام-الولايات المتحدة                                | غوام-الولايات المتحدة                                |
|   | ليوبولد الأول             |          |            | 1        |         | 27 مارس 2020  | زيبروغ-بلجيكا                                        | زيبروغ-بلجيكا                                        |
|   | يو إس إس رونالد ريغن      |          |            | 16       |         | لا يوجد       | قاعدة يوكوسوكا البحرية- اليابان                      | قاعدة يوكوسوكا البحرية- اليابان                      |
|   | إتش إن إل إم إس دولفن     | 58       | 15         | 8        |         | 3 أبريل 2020  | دين هيلدر-هولندا                                     | دين هيلدر-هولندا                                     |
|   | يو إس إن إس كومفورت       |          |            | 2        |         | لا يوجد       | بيير 90- الولايات المتحدة                            | بيير 90- الولايات المتحدة                            |
|   | يو إس إس نيمتز            |          |            | 2        |         | لا يوجد       | حوض بناء السفن البحرية بوجيه ساوند- الولايات المتحدة | حوض بناء السفن البحرية بوجيه ساوند- الولايات المتحدة |
|   | يو إس إن إس ميرسي         |          |            | 7        |         | لا يوجد       | ميناء لوس أنجلوس-الولايات المتحدة                    | ميناء لوس أنجلوس-الولايات المتحدة                    |
|   | شارل دي غول تشيفاليير بول | 1760 200 | ≥2010      | 1046 ≥35 |         | 12 أبريل 2020 | ترسانة تولون- فرنسا                                  | ترسانة تولون- فرنسا                                  |
|   | يو إس إس تريبولي          | ≥ 630    |            | ~24      |         | لا يوجد       | باسكاغولا- الولايات المتحدة                          | باسكاغولا- الولايات المتحدة                          |
|   | آر أو سي إس بان شي        | 337      | 337        | 31       |         | 15 أبريل 2020 | قاعدة زوينغ البحرية- تايوان                          | قاعدة زوينغ البحرية- تايوان                          |
|   | يو إس إس كيد              | ~ 330    | 100%       | ≥ 96     |         | 28 أبريل 2020 | القاعدة البحرية في سان دييغو- الولايات المتحدة       | القاعدة البحرية في سان دييغو- الولايات المتحدة       |
|   | يو إس إس ليروي جرومان     | ~ 50     |            | 18       |         | لا يوجد       | بوسطن- الولايات المتحدة                              | بوسطن- الولايات المتحدة                              |

## بلجيكا

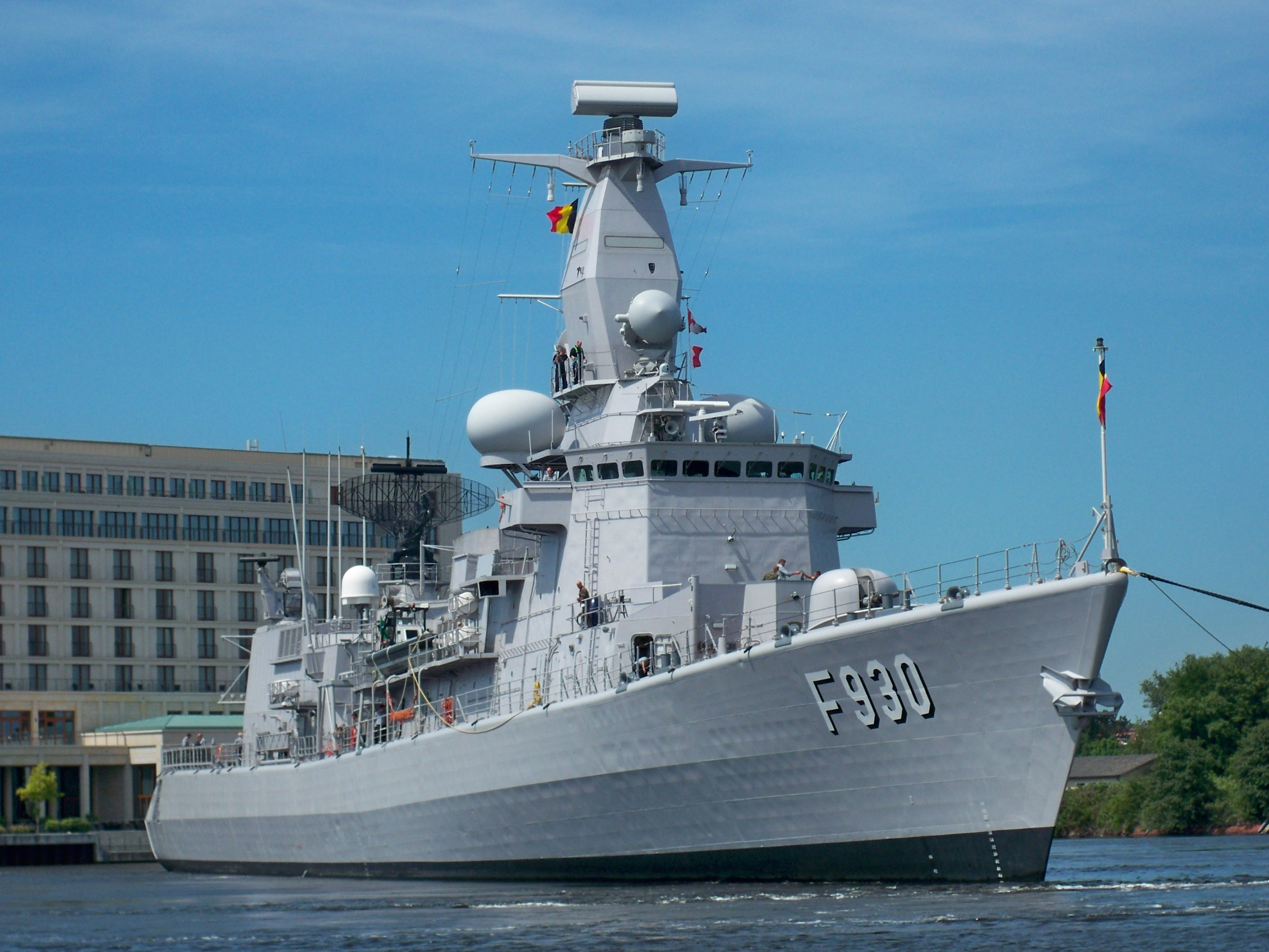
ليوبولد الأول عام 2014

### ليوبولد الأول
في 25 مارس، أفاد الدفاع البلجيكي أن أحد أفراد طاقم الفرقاطة البلجيكية ليوبولد الأول كان إيجابيًا. أجلي البحار المصاب جوًا إلى دن هيلدر في 20 مارس بعد أن بدأت الأعراض بالظهور، وتم عزله في المنزل بعد إيجابية الاختبار في 24 مارس. كإجراء احترازي، انقطعت السفينة عن مهمتها مع حاملة المجموعة القتالية الفرنسية بقيادة شارل ديغول وعادت إلى ميناء زيجبروج، في 27 مارس، وذلك قبل شهر تقريبًا من الموعد المقرر. 

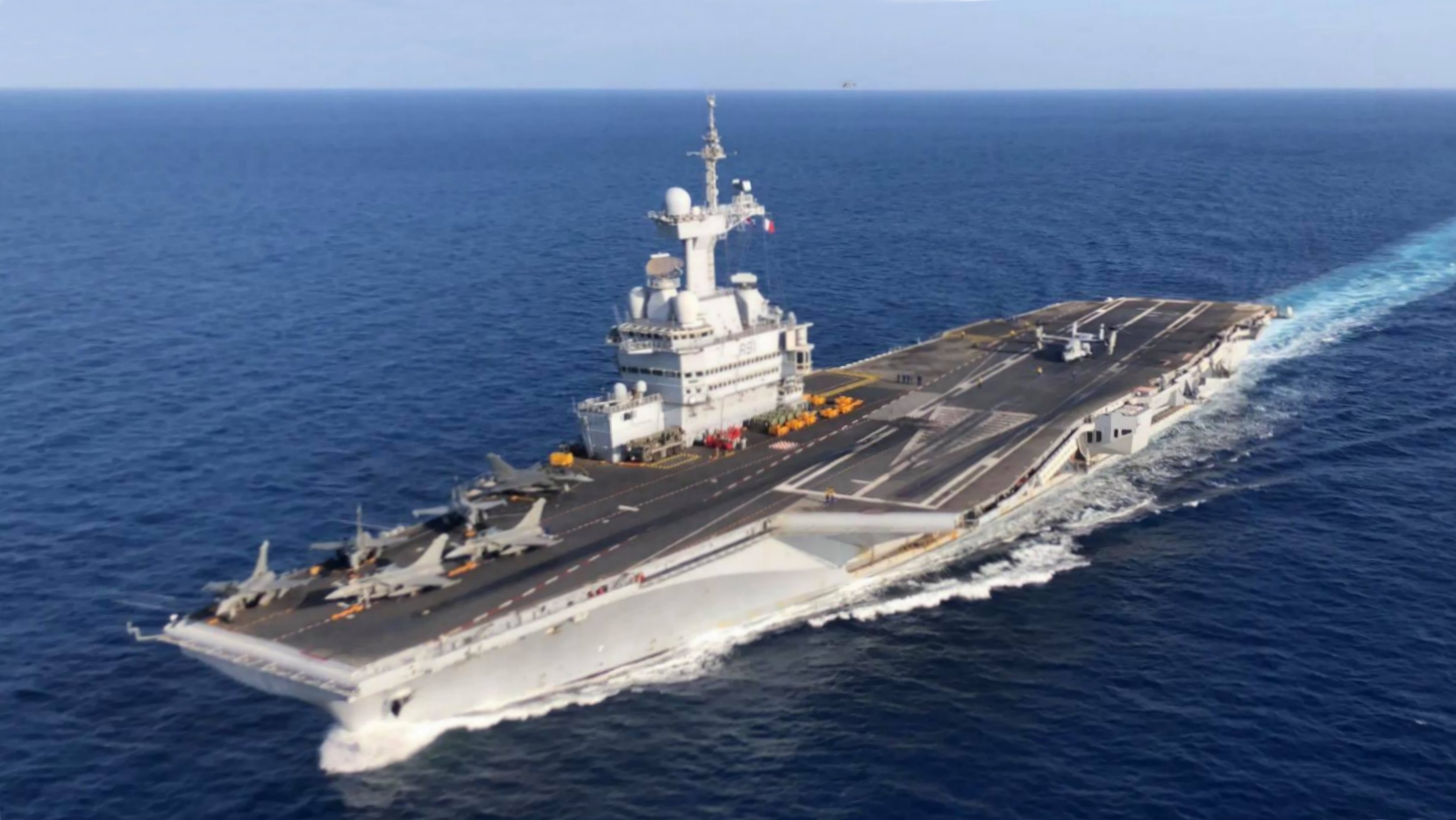
شارل دي غول في 24 أبريل عام 2019

## فرنسا

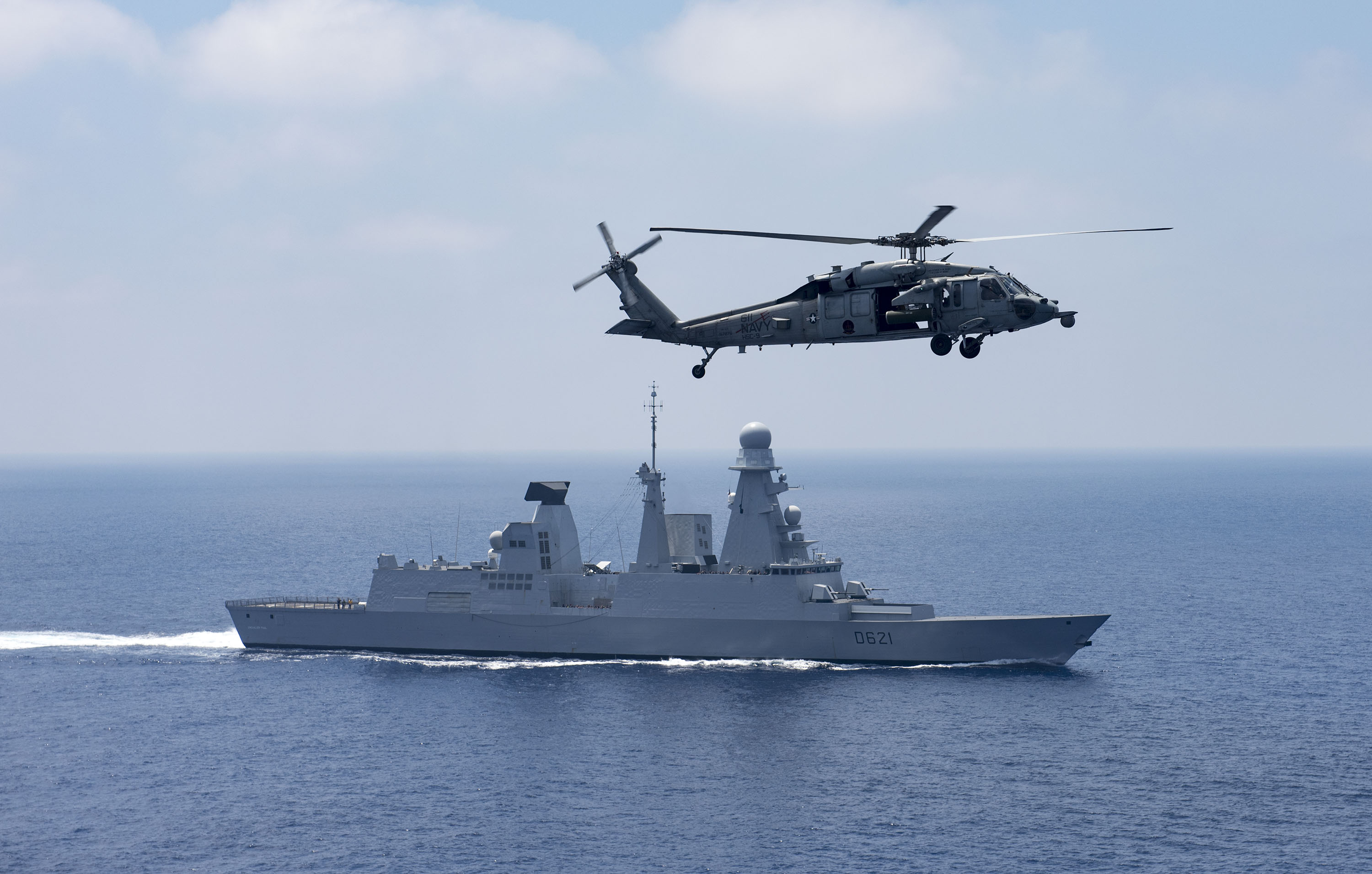
تشيفاليير بول في 15 يوليو عام 2017

### حاملة المجموعة القتالية التابعة لتشارلز دو غول
نظرًا لأنه بدأت الأعراض بالتطور لدى حوالي 40 من أفراد الطاقم، عادت حاملة الطائرات الفرنسية شارل دي غول إلى ميناءها الأصلي في تولون قبل الموعد المقرر لها، وذلك كما أفادت وزارة القوات المسلحة في 8 أبريل 2020. وبدأت السفن الأخرى أيضًا التي كانت جزءًا من حاملة المجموعة المقاتلة بالعودة إلى موانئها الأصلية.
بعد إجراء الاختبار لدى 66 بحارًا على متن شارل ديغول، أعلنت الوزارة في 10 أبريل أن 50 من هذه الاختبارات كانت إيجابية. أجلي نتيجة لذلك ثلاثة بحارة جوًا إلى مستشفى سانت آن التعليمي العسكري.
كانت الناقلة في مهمة دامت أشهرًا قادت مجموعة قتالية ناقلة عندما أبلغ عن أول حالة إصابة بفيروس كورونا. وانفصلت سفينة أخرى مشاركة في المهمة، وهي سفينة ليوبولد الأول البلجيكية، لتعود إلى الميناء قبل أسابيع من موعدها المقرر بسبب وجود إصابة بفيروس كورونا على متنها.
في 12 أبريل 2020، أفادت البحرية الوطنية أن شارل دي غول وفرقاطة الدفاع الجوي المرافقة تشيفاليير بول قد عادت إلى تولون، في حين عادت ناقلة القيادة والتجديد سوم والفرقاطة المضادة للغواصات لا موت بيكيت إلى بريست. فُرض بعد ذلك الحجر الصحي على 1700 بحار من شارل دي غول و200 بحار من تشيفاليير بول لمدة أسبوعين.
في 15 أبريل، أفادت وزارة القوات المسلحة أنه من بين 1767 اختبارًا أجريت لأعضاء حاملة المجموعة القتالية حتى الآن، كان 668 منها إيجابيًا. كانت الغالبية العظمى من هذه الحالات على متن شارل دي غول، وأبلغ أن البقية كانت على متن تشيفاليير بول.
في 17 أبريل، أبلغت مارلين غيغاكس جينيرو المديرة المركزي لإدارة صحة الجيوش الفرنسية، لجنة الشؤون الخارجية والدفاع والقوات المسلحة بمجلس الشيوخ، أنه أجري اختبارات للبحارة على متن حاملة القوات المقاتلة والذين يبلغ عددهم 2300 عند عودتهم إلى تولون، وحتى الآن، كان 940 من الاختبارات إيجابيًا بينما كان 645 اختبارًا سلبيًا. في نفس اليوم، أبلغ فلورنس وزير القوات المسلحة، لجنة الدفاع الوطني والقوات المسلحة التابعة للجمعية الوطنية الفرنسية أنه أجريت الاختبارات ل 2010 من البحارة على متن حاملة القوات المقاتلة وكان 1018 منها إيجابيًا حتى الآن. أوضحت البحرية أن 1046 من أصل 1760 اختبار أجري للبحارة على متن شارل دي غول كان إيجابيًا.
في المجموع، ظهرت أعراض لدى 545 بحار ونقل 24 منهم إلى مستشفى سانت آن التعليمي العسكري، وقُبل 2 منهم في وحدة العناية المركزة.
في 29 أبريل 2020، صرحت البحرية أن 19 بحارًا على متن تشيفاليير بول كانت نتائج اختباراتهم إيجابية عند العودة إلى تولون.
في 11 مايو 2020، أبلغ فلورنس بارلي الجمعية الوطنية الفرنسية خلاصة اثنين من التحقيقات حول تفشي المرض على متن الناقلة، مشيرًا إلى أن الفيروس انتقل لأول مرة قبل نقطة التوقف في بريست، وعلى الرغم من أن القيادة والطاقم الطبي على متن الناقلة كانوا على «ثقة مفرطة» بقدرتهم على التعامل مع الفيروس إلا أن التحقيقات لم تعتبر أنهم كانوا على خطأ.
وأوضح بارلي أيضًا أن انتشار الفيروس إلى الناقلة حصل في وقت بين مغادرتها ليماسول، قبرص في 26 فبراير 2020 ووصولها إلى بريست في 13 مارس 2020. خلال هذا الوقت، نُقل الطاقم جوًا على متن طائرة إما من قبرص أو صقلية أو جزر البليار أو إسبانيا أو البرتغال. إلا أن انتشار الفيروس تفاقم بسبب التوقف في بريست. اتخذت إجراءات التباعد الاجتماعي وغيرها من الإجراءات بعد التوقف، لكنها أثرت بشكل كبير على معنويات الطاقم، لذلك بعد فرض الإجراءات الصارمة لمدة أسبوعين، خُففت قليلًا، وأذن بحفل موسيقي على متن الطائرة لعام 2020.03.30.
وأشار بارلي أيضًا إلى أن جميع الجنود الذين كانوا على متن شارل دي غول قد تعافوا منذ ذلك الحين من المرض باستثناء بحار واحد لا يزال في المستشفى بعد تخريجه من وحدة العناية المركزة.

إتش إن إل إم أس دولفن في 2015

## هولندا

### إتش إن إل إم أس دولفن
في 30 مارس، أفادت وزارة الدفاع أنه كان هناك 8 اختبارات فيروس كوفيد-19 لأفراد طاقم غواصة إتش إن إل إم أس دولفن الهولندية إيجابية. من بين 58 من أفراد الطاقم، أجريت الاختبارات لدى 15 بحارًا يعانون من أعراض خفيفة. غيّرت الغواصة مسارها بالقرب من اسكتلندا لتعود إلى هولندا مبكرًا قبل أسبوعين، لتصل إلى دن هيلدر في 3 أبريل.

## تايوان

### آر أو سي إس بان شي
في 18 أبريل 2020، أفاد وزير الصحة والرعاية الاجتماعية تشن شي تشنغ أن ثلاثة طلاب عسكريين تابعين لجمهورية الصين، يتدربون على متن إحدى سفن أسطول دومو قد ثبتت إصابتهم بفيروس كورونا. كان هناك ثلاثة طلاب في العشرينات من العمر، مع ظهور حالة واحدة في 12 أبريل قبل طلب العناية الطبية في 15 أبريل، عندما عادت السفينة إلى تايوان. كان هناك 337 شخصًا على متن نفس السفينة التي كان الطلاب العسكريون فيها. تم وضع أكثر من 700 من البحارة العاملين في الأسطول المكون من ثلاث سفن في الحجر الصحي.
يجري تشكيل أسطول دومو سنويًا، وشُكّل هذا التكرار من أسطول دومو في 20 فبراير 2020 ويتألف من السفن الثلاث التالية:
- آر أو سي إس بان شي، مركبة الدعم القتالي السريع وسفينة قيادة الأسطول.
- آر أو سي إس يو فاي، فرقاطة.
- آر أو سي إس كانج دينج، فرقاطة.

كان المجندون الثلاثة قد استقلوا السفينة في 21 فبراير، وغادر الأسطول قاعدة زويينغ البحرية في 5 مارس 2020 في زيارة ودية في بالاو. بقي الأسطول في بالاو في الفترة من 12 إلى 15 مارس 2020، على الرغم من أن التقييدات المتعلقة بالحجم في ميناء بالاو كانت تعني أن تدخل كانج دينج فقط إلى الميناء. بعد مغادرة بالاو، ظل الأسطول في البحر لمدة شهر تقريبًا قبل أن يعود إلى قاعدة زويينغ البحرية في 15 أبريل.
في 19 أبريل، أعلنت تايوان أن 21 بحارًا آخرين من أسطول دومو كانت نتائج تقصي الإصابة لديهم إيجابية، ليصل العدد الإجمالي للحالات إلى 24. جميع الحالات ال 24 كانت على متن بان شي.

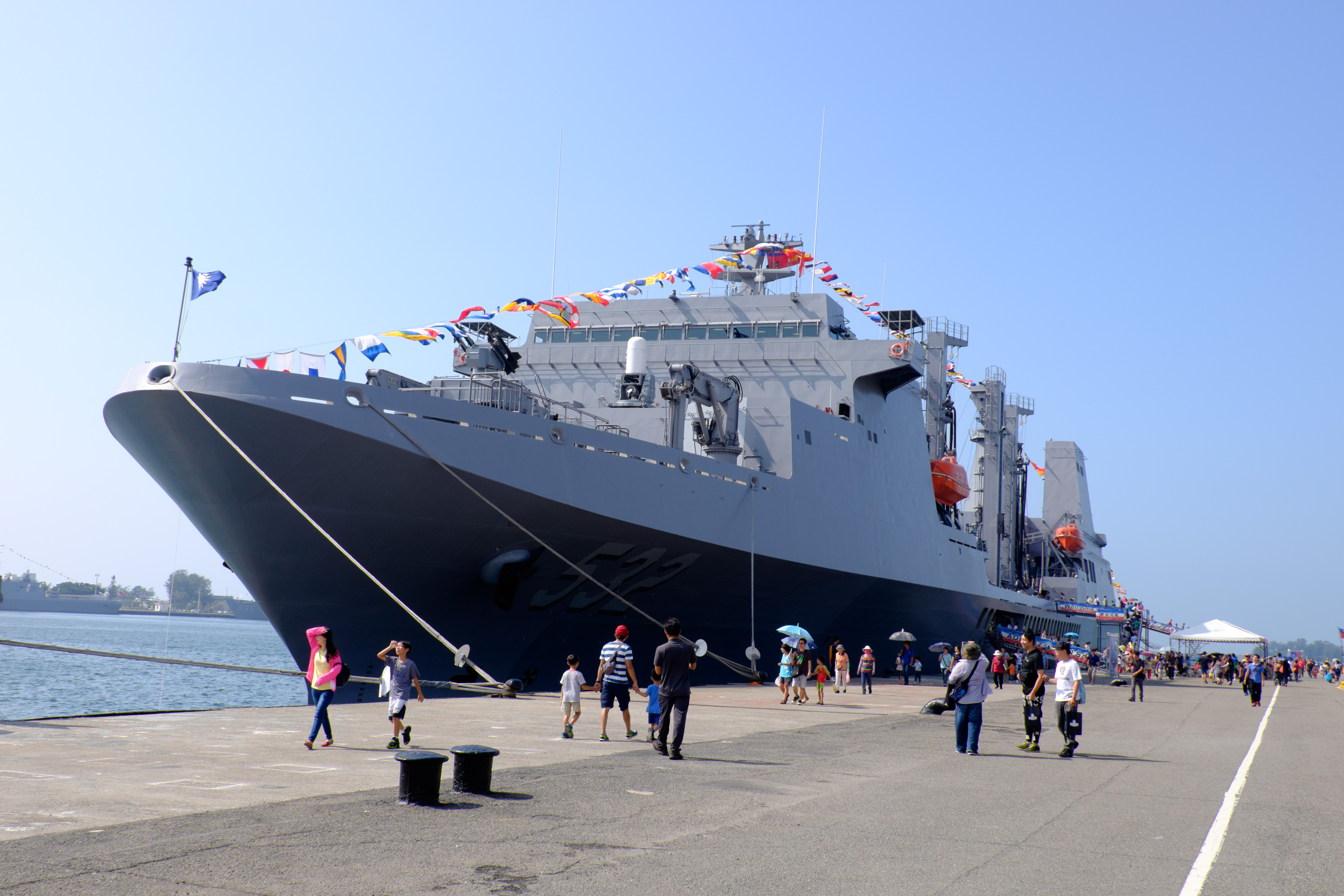
آر أو سي إس بان شي عام 2015

انتقدت مهمة النوايا الحسنة بسبب صور البحارة الذين لا يرتدون أقنعة الوجه التي انتشرت على وسائل التواصل الاجتماعي. صرح نائب الأدميرال مي شيا-شو، نائب قائد البحرية، بأنه نظرًا لأن بالاو لم تبلغ عن حالات إصابة بفيروس الكورونا في ذلك الوقت، فقد اتخذ قرار من هذا النوع بعد التشاور مع سفارة تايوان في بالاو.

## الولايات المتحدة الأمريكية
في 23 أبريل 2020، أفادت البحرية الأمريكية أنه عُثر على حالة فيروس كورونا واحدة على الأقل على متن 26 من سفن قواتها القتالية. بالإضافة إلى ذلك، في 28 أبريل 2020، أفادت البحرية أنه «في أكثر من 90 سفينة بحرية أمريكية في عرض البحر حول العالم اليوم، لا يوجد على متن أي منها إصابة بفيروس كوفيد-19»

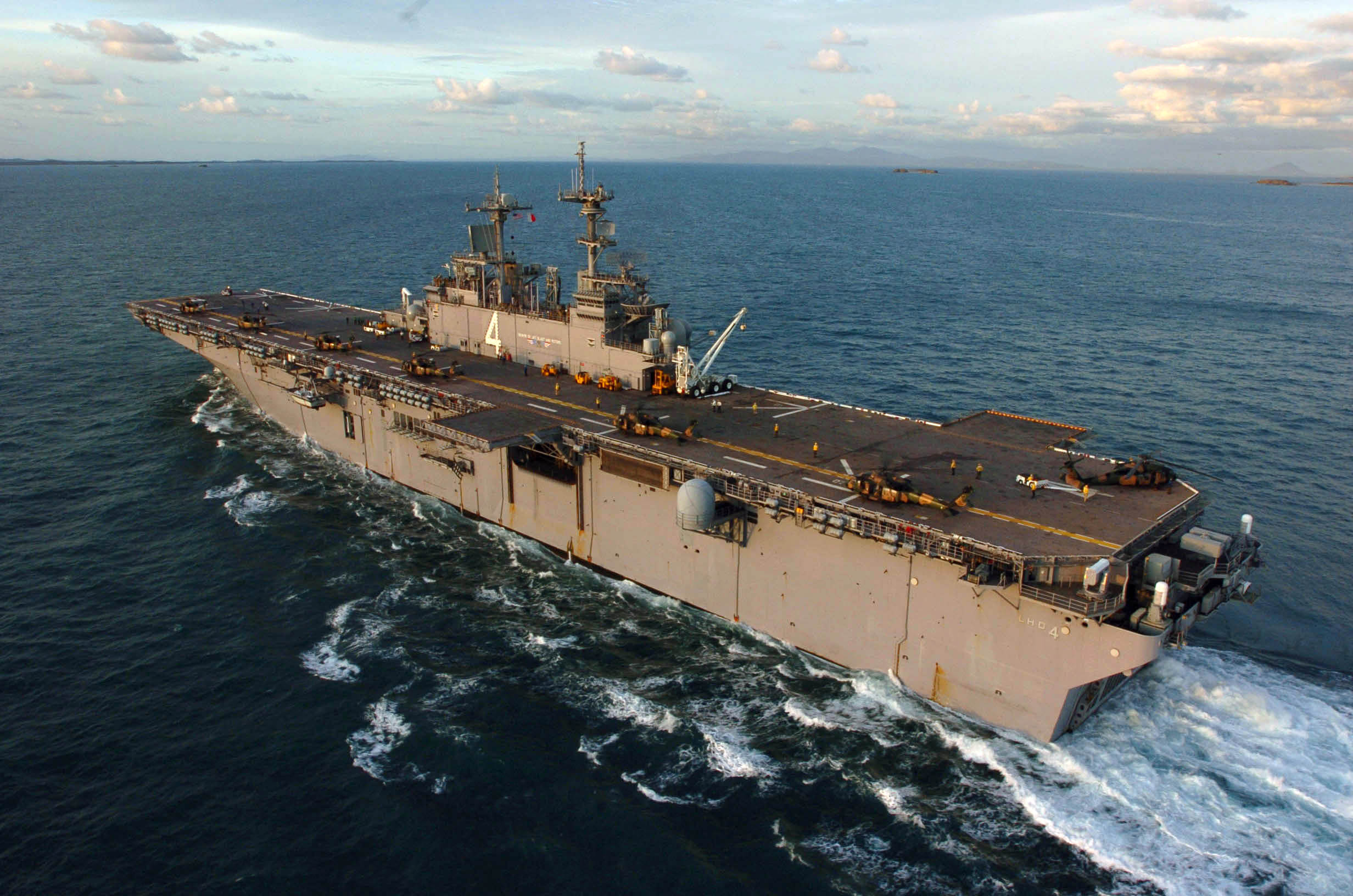
يو إس إس بوكسر في 2005

### يو إس إس بوكسر
أبلغ عن انتشار جائحة فيروس كورونا إلى سفينة الهجوم البرمائية الأمريكية يو إس إس بوكسر عندما أبلغ عن أول حالة إصابة مفترضة على متنها في 15 مارس 2020. أبلغ عن هذه الحالة باعتبارها أول حالة لبحار على متن سفينة تابعة للبحرية الأمريكية. فُرض على البحار بعد ذلك الحجر الصحي المنزلي. كانت نتيجة الاختبار بدى بحار ثان إيجابية في 17 مارس 2020 وحُجر في منزله أيضًا.

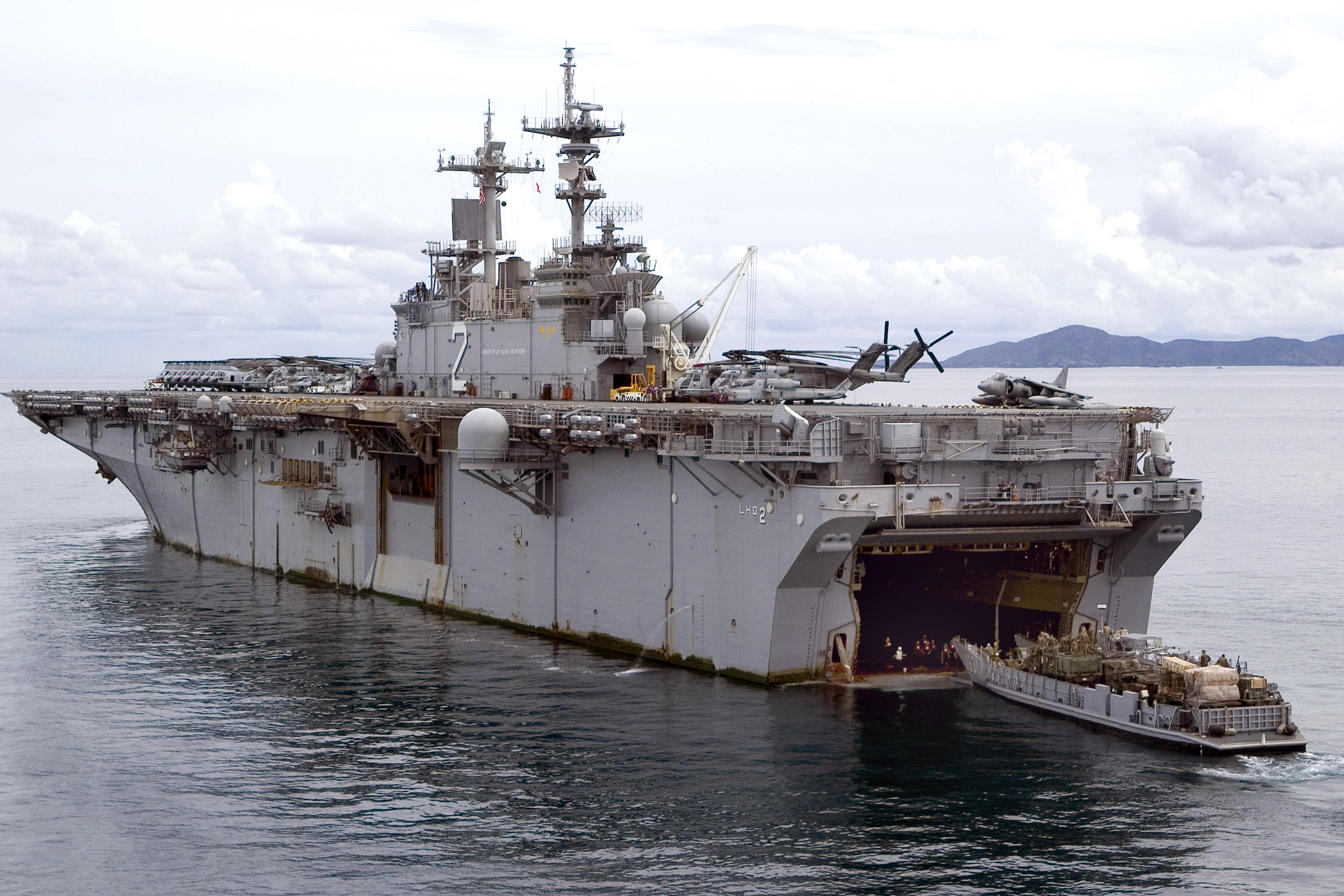
يو إس إس إسكس في 2008

### يو إس إس إيسكس
أبلغ عن تفشي جائحة فيروس كورونا لطاقم سفينة إنزال المروحيات الأمريكية يو إس إس إيسكس عندما أبلغ عن أول حالة على متنها في 17 مارس. كان إحدى بحارتها يحضر دورة في القاعدة البحرية في سان دييغو منذ 6 فبراير 2020 عندما عاد باختبار إيجابي للفيروس في 14 مارس. بعد ذلك عُزل الطالب ذاتيًا في المنزل.

### يو إس إس رالف جونسون

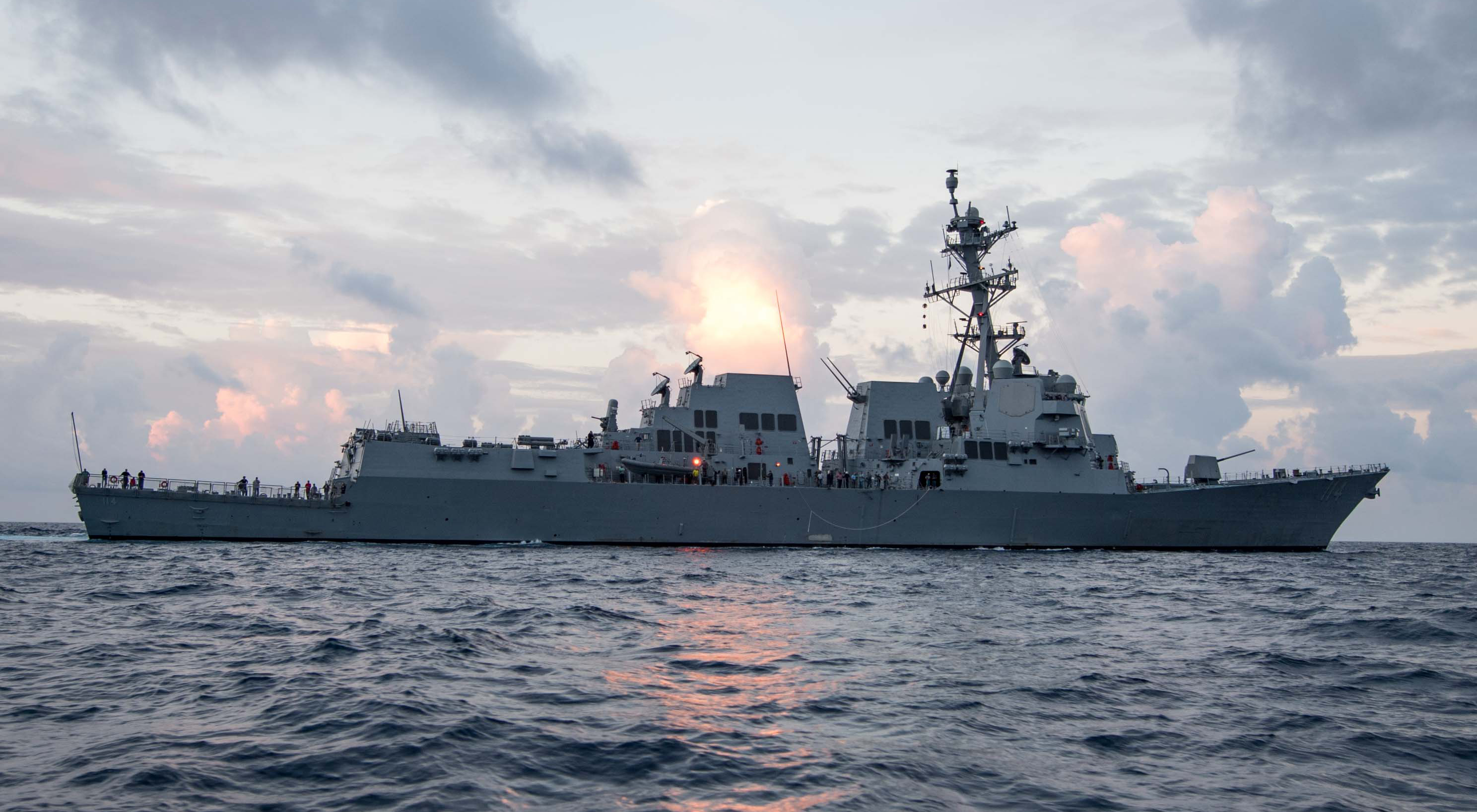
يو إس إس رالف جونسون في عام 2017

في 17 مارس 2020، أفاد أسطول المحيط الهادئ للولايات المتحدة أن أحد أفراد طاقم المدمرة الأمريكية يو إس إس رالف جونسون كان اختباره للفيروس إيجابيًا في اليوم السابق. كانت يو إس إس رالف جونسون في ميناء الوطن في إيفريت، واشنطن في ذلك الوقت، وعزل البحار نفسه في المنزل.

### يو إس إس كورونادو

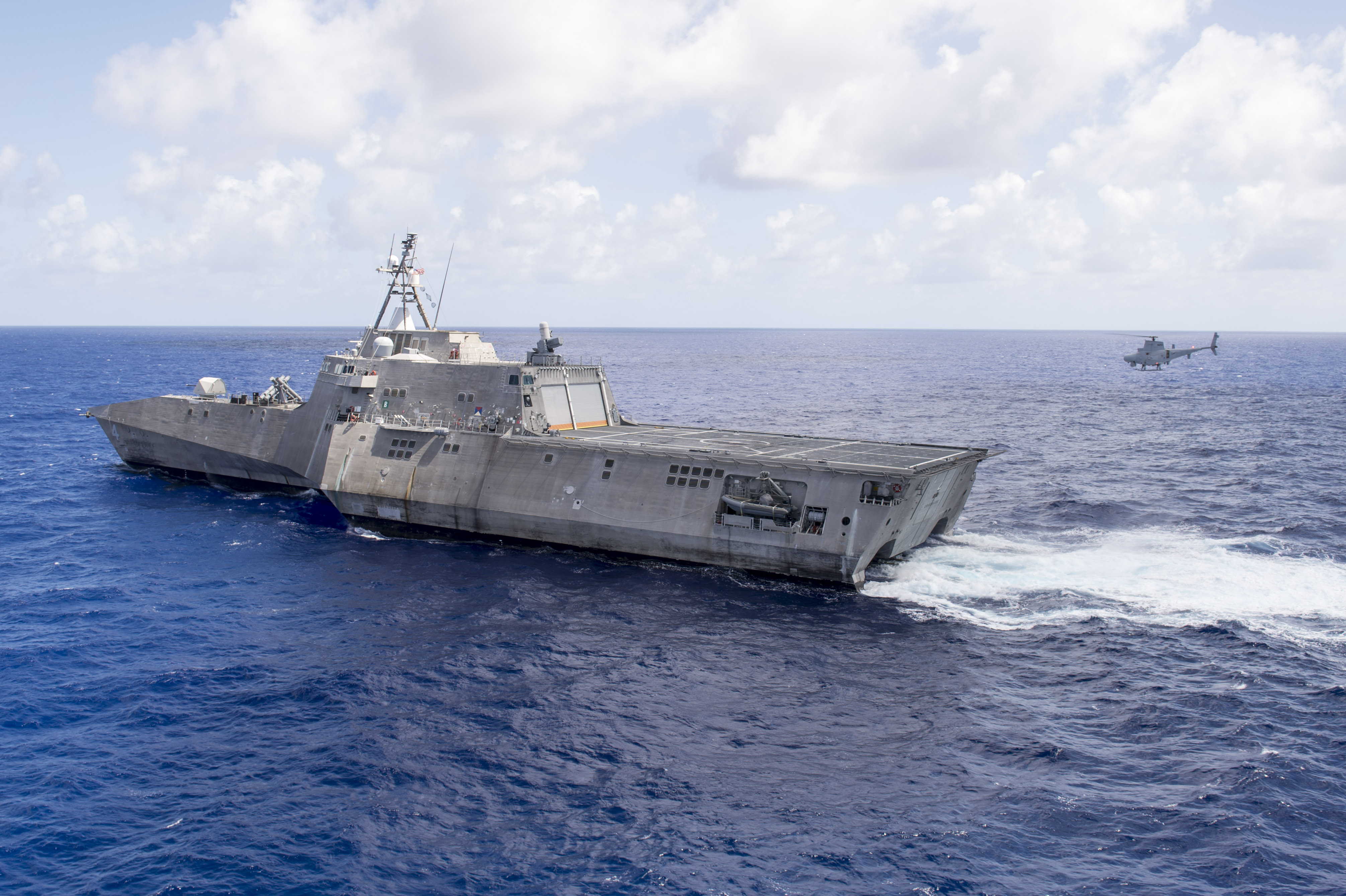
يو إس إس كورونادو في 2016

في 17 مارس 2020، أفاد أسطول المحيط الهادئ للولايات المتحدة أن أحد أفراد طاقم السفينة القتالية الساحلية الأمريكية يو إس إس كورونادو كان اختباره للفيروس إيجابيًا في ذلك اليوم. كانت يو إس إس كورونادو في ميناء الوطن في سان دييجو، كاليفورنيا في ذلك الوقت، وعزل البحار نفسه في المنزل.

### يو إس إس كارل فينسون
أبلغ عن تفشي وباء كورونا إلى طاقم حاملة الطائرات الأمريكية يو إس إس كارل فينسون عندما أبلغ عن أول حالة على متنها، وذلك في 23 مارس عام 2020. في ذلك الوقت، كانت السفينة في حوض جاف في حوض بناء السفن البحرية بوجيه ساوند، وأفيد أن «البحار لم يصعد على متن السفينة ولم يكن على اتصال بأي من العاملين في حوض بناء السفن».

### يو إس إس ثيودور روزفلت

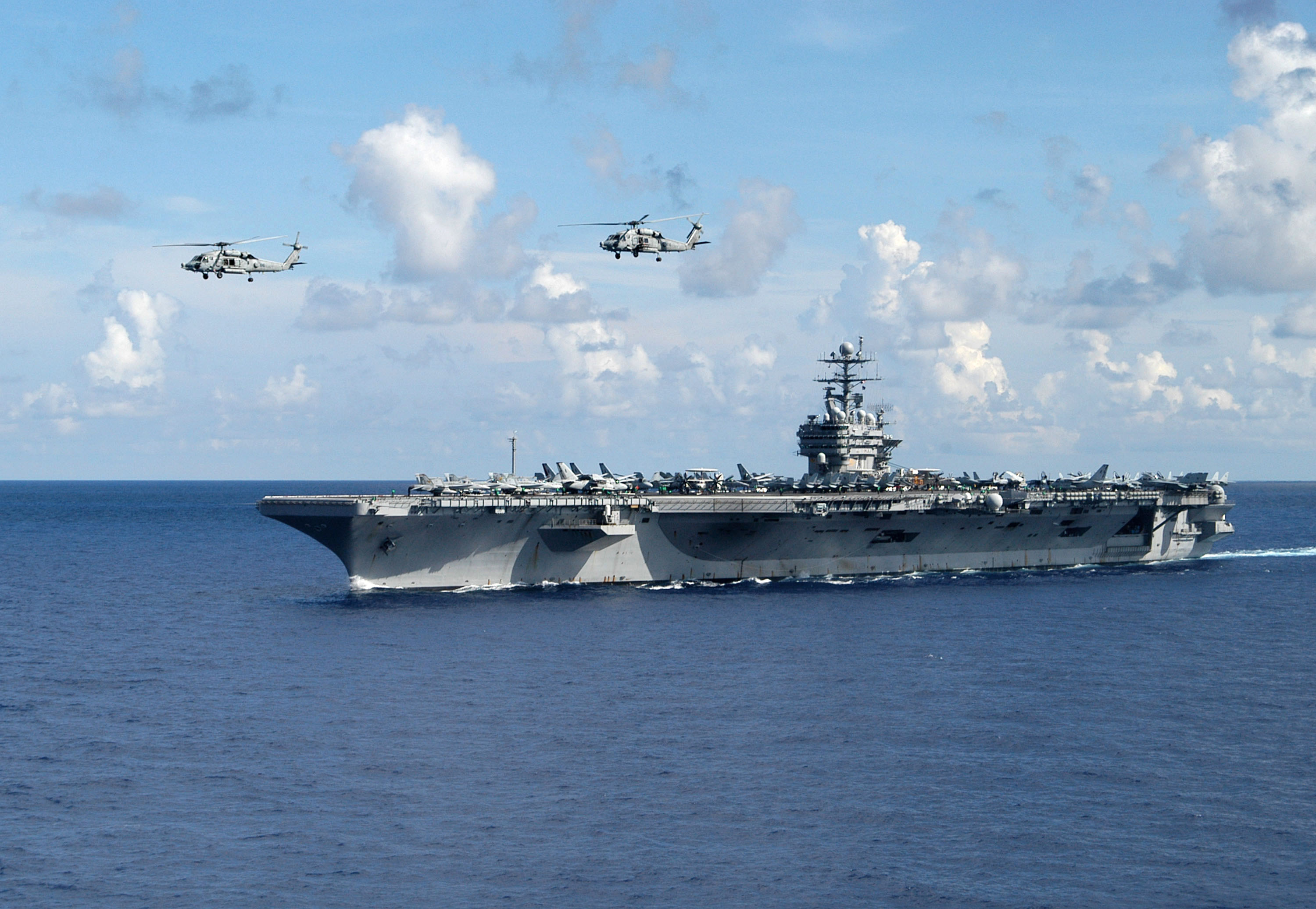
يو إس إس ثيودور روزفلت في عام 2005

أبلغ عن تفشي وباء فيروس كورونا لحاملة الطائرات الأمريكية يو إس إس ثيودور روزفلت عندما أبلغ عن أول ثلاث حالات على متنها في 24 مارس 2020. حتى 22 أبريل 2020، كان اختبار 777 من أفراد الطاقم للفيروس إيجابيًا، مع وفاة واحدة. انتهي من الاختبار الأولي بحلول 27 أبريل 2020، وعند هذه النقطة، كان اختبار 969 من أفراد الطاقم للفيروس إيجابيًا، وتعافى 14 من هؤلاء ال 969. بحلول 29 أبريل 2020، كان قد نُظف الجزء الأكبر من السفينة، وبدأ البحارة الذين كانوا في السابق في الحجر الصحي في غوام في العودة إلى السفينة.
كانت هذه المرة الأولى التي يُنشر فيها عن وجود إصابات بفيروس كورونا على متن سفينة بحرية أمريكية. 

### يو إس إس رونالد ريغن
أبلغ عن تفشي وباء فيروس كورونا على متن حاملة الطائرات الأمريكية يو إس إس رونالد ريغن عندما أبلغ عن أول حالتين على متنها في 27 مارس عام 2020. فرض وجود حالات إيجابية إغلاق القاعدة البحرية خارج طوكيو حيث تتمركز الناقلة، مع إعلام جميع أفراد القاعدة بالبقاء في الداخل لمدة 48 ساعة. وبحلول 23 أبريل 2020، كانت نتائج 16 بحارًا إيجابية للفيروس.

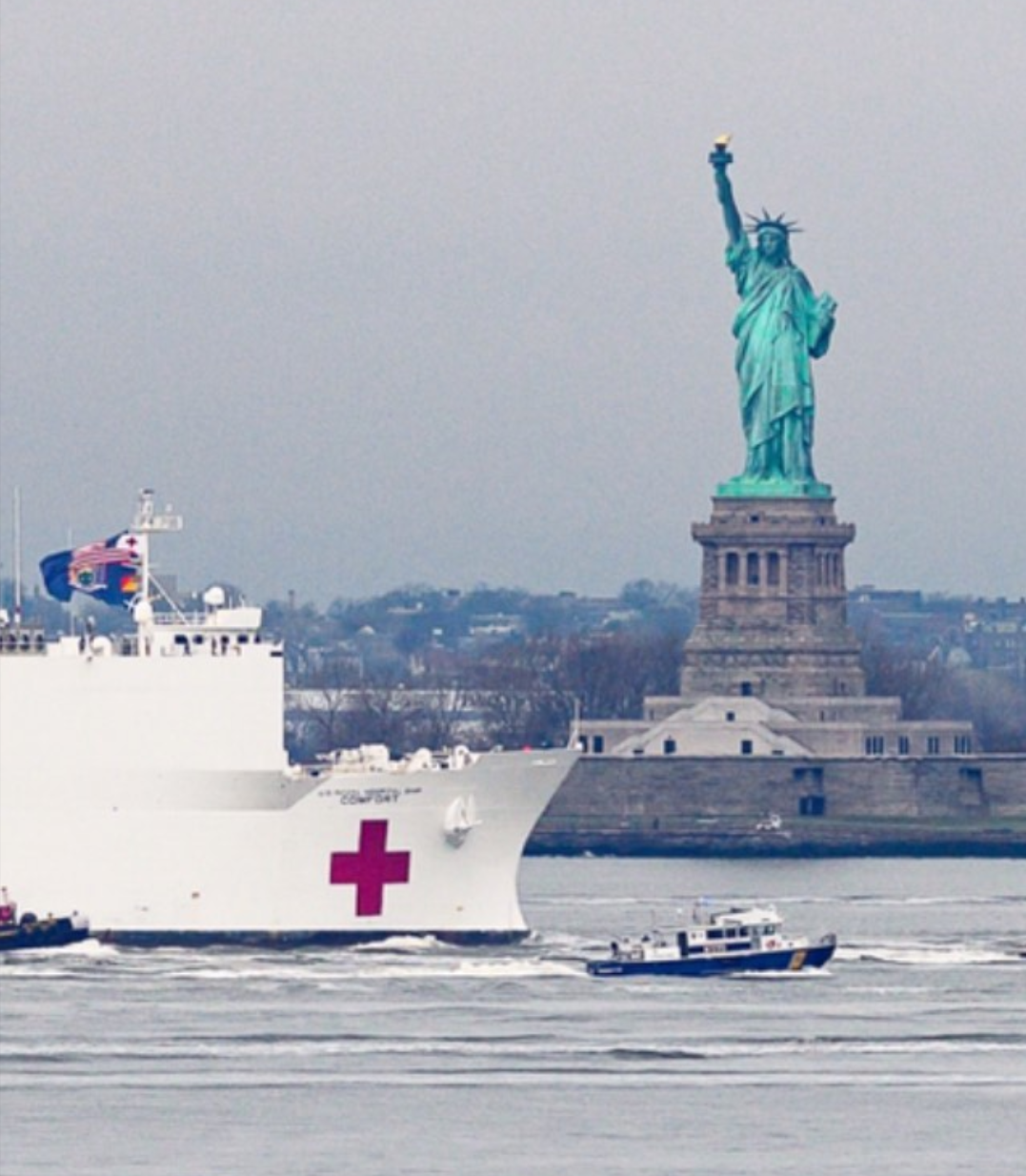
يو إس إن إس كومفورت في ميناء نيويورك

### يو إس إن إس كومفورت
أبلغ عن تفشي وباء فيروس كورونا على متن سفينة المستشفى الأمريكية يو إس إن إس كومفورت
عندما أبلغ عن أول حالة على متنها في 7 أبريل 2020. أيضًا، على الرغم من أن السفينة وصلت إلى مانهاتن في 20 مارس بقصد علاج المرضى من أمراض أخرى غير فيروس كورونا حتى يتسنى للمستشفيات المحلية التركيز على حالات الإصابة بكوفيد-19، أعلن المسؤولون في 7 أبريل أن مهمة السفينة قد تغيرت وسوف تُخصص 500 سرير من أصل 1000 سرير في السفينة لعلاج الحالات الحرجة من الإصابة بفيروس كورونا. بالإضافة إلى ذلك، نظرًا لأن جميع أفراد الطاقم كان اختبارهم للفيروس سلبيًا قبل أن تبحر السفينة من فيرجينيا ولم يغادر الطاقم السفينة منذ وصولها إلى نيويورك، فلم يكن من الواضح كيف أصيب أحد أعضاء الطاقم الذي لم يكن من ضمن الطاقم الطبي ولم يكن لديه أي اتصال بالمرضى.
كُشف لاحقًا، أن اثنين من البحارة في الخدمة المدنية على متن يو إس إن إس كومفورت قد أصيبوا بالفيروس، لكن تعافى كليهما منذ ذلك الحين.

### يو إس إس نيمتز
أبلغ عن تفشي وباء فيروس كورونا لحاملة الطائرات الأمريكية يو إس إس نيمتز عندما أبلغ عن أول حالة على متنها في 7 أبريل 2020. كان تحليل أحد البحارة للفيروس إيحابيًا قبل أسبوع من بدء ظهور الأعراض لديه، ووُضع بعد ذلك في الحجر وأخرج من السفينة. وكان اختبار عضو آخر في الطاقم إيجابيًا للفيروس، لكن ورد أنه لم يكن يعمل على متن السفينة.

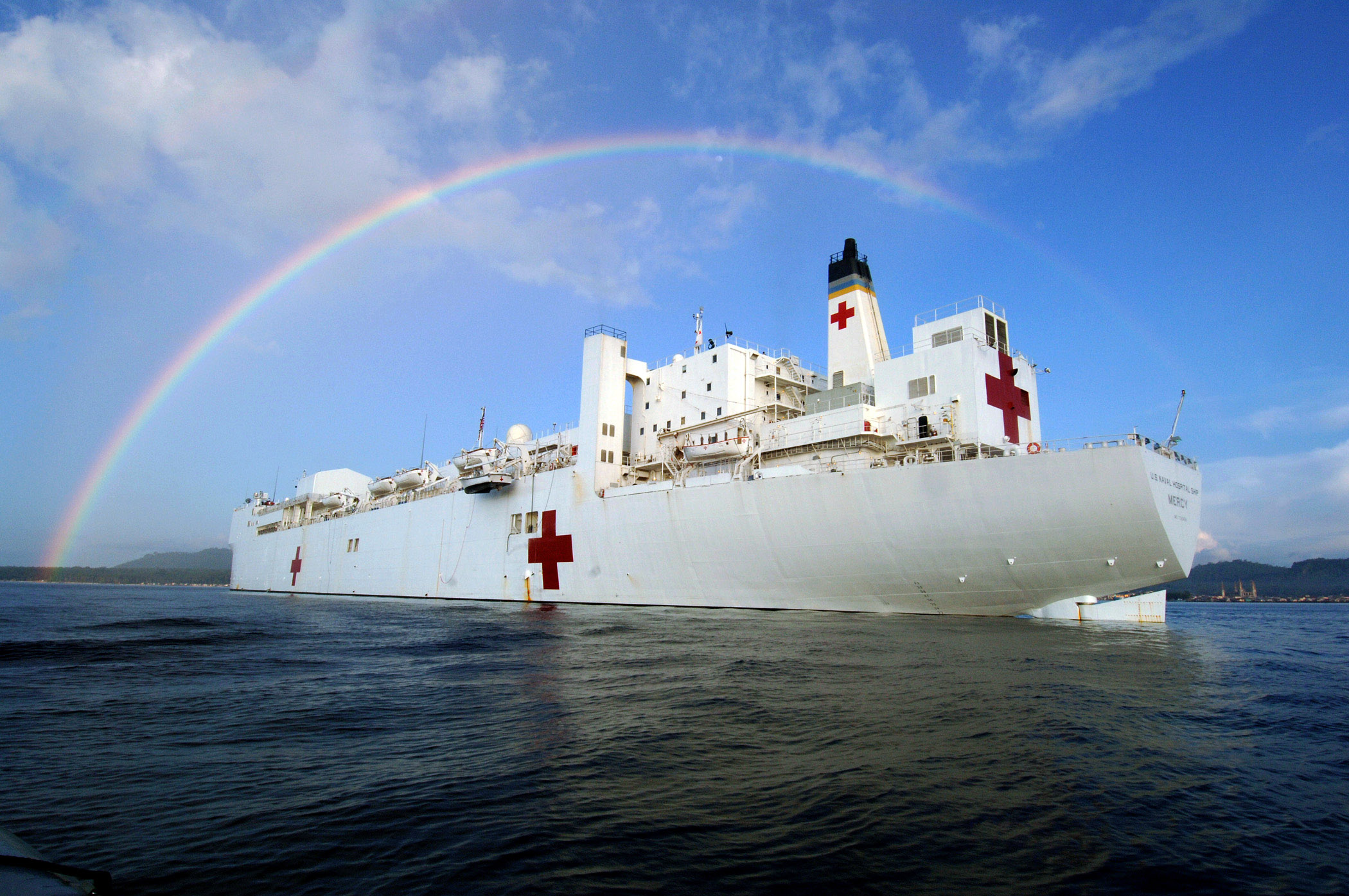
يو إس إن إس ميرسي في عام 2006

### يو إس إن إس ميرسي
أبلغ عن تفشي وباء فيروس كورونا على متن سفينة المستشفى الأمريكية يو إس إن إس ميرسي
عندما أبلغ عن أول حالة على متنها في 8 أبريل 2020. من غير الواضح كيف أصيب عضو الطاقم، إذ أنه لم يكن على احتكاك بالمرضى وفُحص جميع أعضاء الطاقم قبل صعودهم على متن السفينة في سان دييغو ولم يُسمح لهم بمغادرة السفينة منذ ذلك الحين، وكانت السفينة تعالج المرضى لأمراض أخرى غير كوفيد-19، ويتطلب الأمر أن يكون أي مريض سلبيًا لاختبار فيروس كورونا المرتبط بالمتلازمة التنفسية الحادة الشديدة النوع 2 قبل السماح له بالصعود على متن السفينة.
حتى 14 أبريل 2020، كان اختبار 7 من العاملين في المجال الطبي إيجابيًا، وأخرجت البحرية 116 من الطاقم الطبي من السفينة نتيجةً لذلك.

### يو إس إس تريبولي

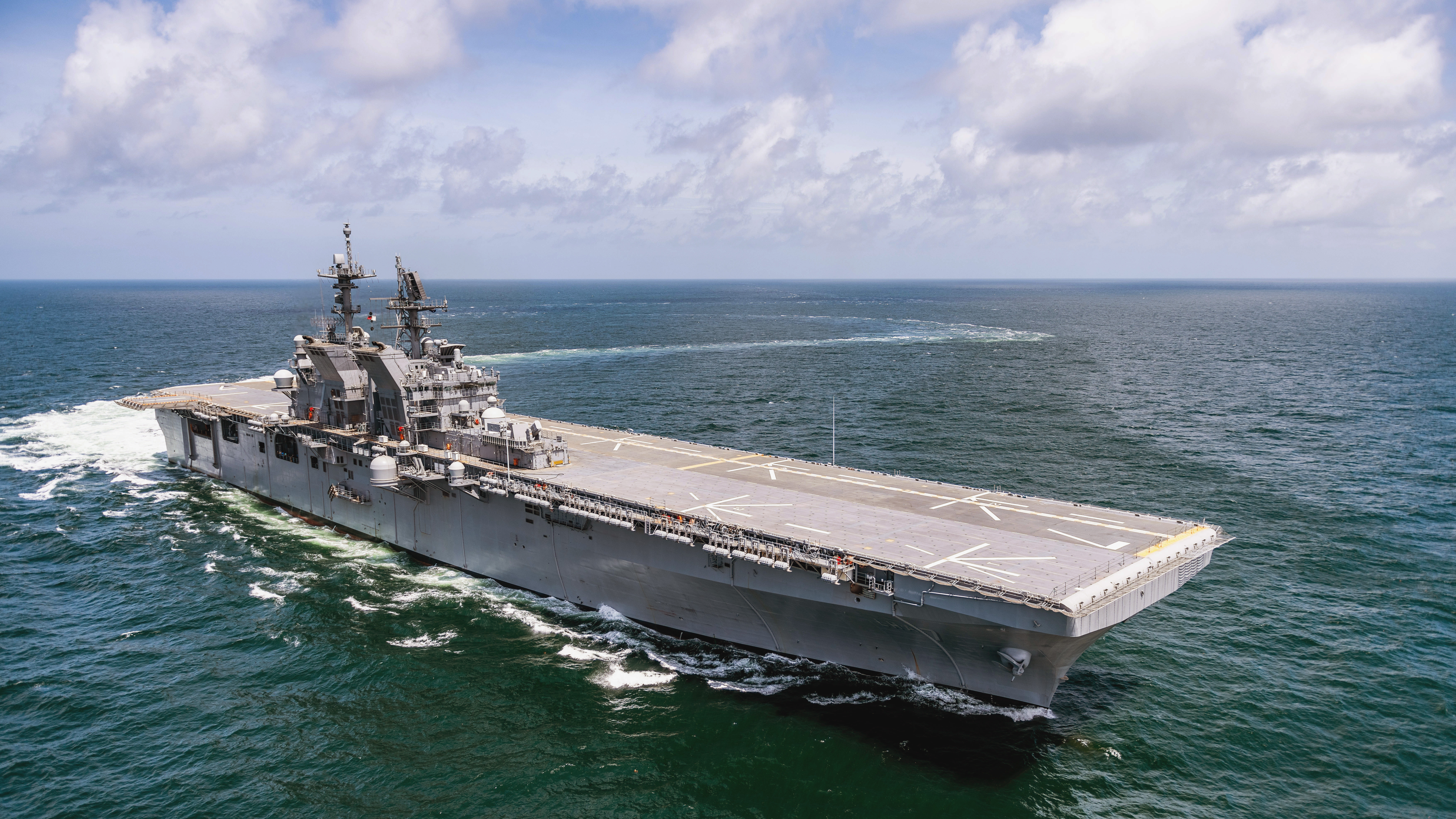
يو إس إس تريبولي في عام 2019

في 17 أبريل 2020، ذكرت صحيفة وول ستريت جورنال أن مسؤولي البحرية صرحوا أن 9 بحارة على الأقل ممن عُينوا في سفينة الهجوم البرمائية الأمريكية يو إس إس تريبولي قد ثبتت إصابتهم بالفيروس. في ذلك الوقت، كانت يو إس إس تريبولي قد رست في باسكاجولا، ميسيسيبي، حيث بُنيت من قبل إنجالس شيببيلدينج. نُقل حوالي 360 بحار من السفينة كإجراء وقائي، وبالتالي فقد انتشرت الجائحة بين «بضع عشرات من البحارة» فقط.

### يو إس إس كيد
في 24 أبريل 2020، أفادت البحرية الأمريكية أنه ثبتت إصابة بحار عُيّن على متن المدمرة الأمريكية يو إس إس كيد بالفيروس، وذلك بعد أن أجلي طبيًا في اليوم السابق من العمليات في البحر. بعد أن كانت نتيجة الاختبار إيجابية، أرسلت البحرية فريقًا طبيًا إلى السفينة لتقصي المخالطين وإجراء الاختبارات للبحارة على متنها. بحلول صباح 24 أبريل 2020، ثبتت إصابة 17 بحار آخرين بالفيروس، مع التوقع بإيجابية المزيد عن الاستمرار بإجراء الفحوصات.
كان المريض الأولي مستقرًا ويتعافى في منشأة طبية في سان أنطونيو، تكساس. في المجموع، أجلي اثنان من البحارة طبيًا. يرتدي البحارة معدات الوقاية الشخصية وأقنعة ن95. توجهت سفينة يو إس إس ماكين آيلاند، وهي سفينة هجومية برمائية مع فريق جراحي للأسطول ووحدة عناية مركزة وأجهزة تهوية إلى السفينة في حالة الحاجة إلى قدرة طبية إضافية. بدأت يو إس إس كيد بالعودة إلى ميناء سان دييجو لتطهيرها.
في الوقت الذي أجلي فيه أول بحار من السفينة طبيًا، كانت يو إس إس كيد جزءًا من عملية لمنع تهريب المخدرات بالقرب من أمريكا الجنوبية. وكانت في البحر منذ يناير. أجلي بعد ذلك بحار آخر طبيًا إلى الولايات أيضًا.
في 25 أبريل 2020، أفادت البحرية أنه اكتشف وجود 33 حالة إيجابية. بحلول 27 أبريل 2020، اختبر 45% من أعضاء الطاقم وأبلغ عن وجود 47 حالة إيجابية ونُقل 15 بحارًا إلى يو إس إس ماكين أيلاند لمزيد من المراقبة. بحلول 28 أبريل 2020، كان 64 من الاختبارات إيجابيًا، ورست يو إس إس كيد بعد ظهر ذلك اليوم في سان دييجو لتطهيرها، وهي عملية قد تستغرق أسبوعين. من المتوقع أن تجرى الاختبارات في نهاية المطاف لجميع البحارة على متن السفينة.
كانت هذه المرة الثانية التي يُنشر بها عن وجود إصابة بفيروس كورونا على متن سفينة بحرية أمريكية.

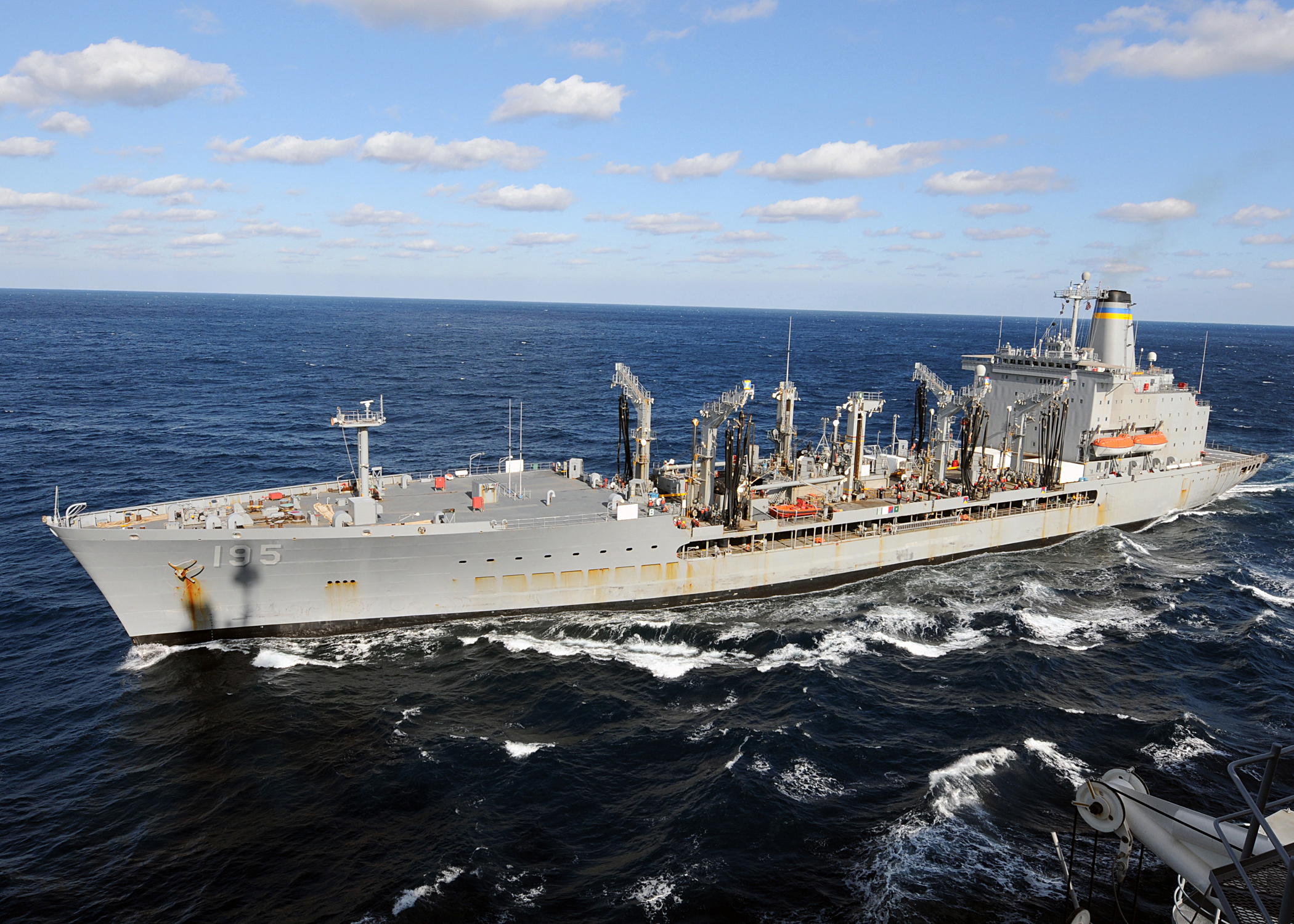
يو إس إن إس ليروي جرومان في عام 2010

### يو إس إن إس ليروي جرومان
في 30 أبريل 2020، أفادت يو إس إن آي نيوز أن اثنين من البحارة المدنيين على متن ناقلة النفط الأمريكية يو إس إن إس ليروي جرومان قد أصيبوا بالفيروس. رست السفينة في بوسطن منذ يناير للصيانة المجدولة من قبل بوسطن شي ريبير حتى نهاية مايو. لم يكن مصدر العدوى واضحًا، لكن المتحدث باسم القيادة العسكرية البحرية قال إن هناك مقاولين خارجيين في حوض بناء السفن أظهروا نتائج إيجابية في وقت سابق.
بحلول 5 مايو، كانت قد ثبتت إصابة 18 بحارًا، بما في ذلك مسعف السفينة. كان على متن السفينة حوالي 50 شخصًا ووُضعوا جميعًا تحت الحجر.